# Várady Ilona
Várady Ilona, író álneve Vándor Iván, születési és 1885-ig használt nevén Weisz Ilona (Debrecen, 1880. május 23. – Budapest, 1962. április 29.) zsidó származású magyar írónő, műfordító.

## Élete
Váradi (Weisz) Ignác (1856–1942) biztosítóintézeti titkár és Fischbein Laura (1857–1939) lánya. Középiskolai tanulmányait szülővárosában végezte. 1905-ben jelent meg első tárcacikke a Budapesti Hírlapban Rákosi Jenő szerkesztése alatt, akinek tanácsára felvette a Vándor Iván írói álnevet. Munkatársa volt a Budapesti Hírlap, Pesti Hírlap, Új Idők, Az Újság, Magyar Lányok és az Én Újságom című lapoknak. Főleg ifjúsági műveket, könnyű szórakoztató regényeket írt. Fordított kalandregényeket is. A Magyar Írónők Körének alapítója és elnöke volt. 1931 márciusában a párizsi Académie Féminime des Lettres tiszteletbeli tagjává választották.
Férje Benedek Ábrahám női divat nagykereskedő volt, akivel 1904. június 29-én Debrecenben kötött házasságot, de néhány évvel később elváltak.

## Főbb művei
- Köd kisasszony és egyéb elbeszélések (Budapest, 1908)
- Balassa Bálint szerelmei (elbeszélés, Budapest, 1917)
- A megváltó ismeretlen (regény, Budapest, 1925)
- Petrőczy Kata Szidónia (ifjúsági regény, Budapest, 1926)
- A Sólyomház (regény-trilógia, Budapest, 1928–1933)
- A költő (Kisfaludy Károly életregénye, Budapest, 1931)
- Melitta hét apja (regény, Budapest, 1934)
- Délibáb (elbeszélés, Budapest, 1942)
- Beethoven ifjúsága (regény, Budapest, 1943)